# Günther Albert
Günther Albert (* 24. März 1931) ist ein ehemaliger deutscher Fußballspieler, der von 1951 bis 1963 in den damals erstklassigen Fußball-Oberligen Südwest und Süd für die Vereine TuRa Ludwigshafen, 1. FC Saarbrücken, VfR Mannheim und Saar 05 Saarbrücken insgesamt 327 Ligaspiele absolviert und 136 Tore erzielt hat.

## Karriere
Die Oberligakarriere des Offensivspielers Günther Albert begann bei TuRa Ludwigshafen in der Saison 1951/52. Der Stadtteilverein aus Hemshof war 1950/51 in die erstmals einteilige 14er-Staffel im Südwesten zusammen mit Eintracht Kreuznach aufgestiegen. Als dann 1951/52 Borussia Neunkirchen und der 1. FC Saarbrücken aus dem Saarland die Liga vervollständigten und sportlich verbesserten, war der Start der eigentlichen Oberliga Südwest vollzogen; als Unterbau fungierte die 2. Liga Südwest. Die TuRa startete am 19. August 1951 mit einem Auswärtsspiel beim VfR Kaiserslautern in die Oberliga. Albert stürmte auf Linksaußen. Am zweiten Spieltag, dem 26. August, trug er sich bei einem 4:2-Heimerfolg gegen Mitaufsteiger Kreuznach erstmals in die Torschützenliste ein. Am vierten Spieltag, dem 9. September, glückten dem torgefährlichen Flügelstürmer beim 5:3-Heimerfolg gegen Mainz 05 sogar vier Treffer. Mit Mannschaftskameraden wie Torhüter Karl Hekel, Kurt Jung, Albert Adlfinger, Ludwig Baas, Heinz Däuwel, Alfred Dlugi, Hans Herrmann, Helmut Reichling und Otto Steiner belegte Albert am Rundenende in der 16er-Staffel den 9. Rang.
Im Weltmeisterschaftsjahr 1953/54 lieferte der Torjäger am linken Flügel eine ganz ausgezeichnete Runde ab. Obwohl sein Verein lediglich den 12. Rang mit 52:65 Toren belegte, kam Albert auf 26 Saisontreffer und nahm damit in der Torschützenliste im Südwesten hinter Herbert Martin (1. FC Saarbrücken) mit 35 Toren und Ottmar Walter (1. FC Kaiserslautern) mit 28 Toren den 3. Rang ein. Die Walter-Elf vom Betzenberg hatte 129 und der 1. FC Saarbrücken 80 Treffer erzielt; bei TuRa wurde Mitspieler Gerhard Bohse mit fünf Toren auf dem 2. Rang der internen Torschützenliste geführt. Albert war jeweils der Doppeltorschütze bei den zwei 2:1-Heimspielsiegen gegen den Lokalrivalen Phönix Ludwigshafen und den 1. FC Saarbrücken, steuerte vier Treffer zum 7:3-Heimsieg gegen Eintracht Trier bei, war dreifacher Torschütze beim 3:0-Auswärtserfolg bei TuS Neuendorf wie auch beim 4:1-Heimerfolg gegen Borussia Neunkirchen. Er wurde am 28. Februar 1954 in Hamburg in der Südwestauswahl bei einem 4:2-Erfolg gegen Gastgeber Norddeutschland eingesetzt. Nach dem Abstieg 1956 in die 2. Liga nahm er das Angebot des 1. FC Saarbrücken an und wechselte in das Saarland.
In seiner ersten Saison beim 1. FC Saarbrücken, 1956/57, errang er mit seinem neuen Verein die Vizemeisterschaft im Südwesten. In 19 Ligaeinsätzen erzielte er 12 Tore und zog mit dem 1. FCS in die Endrunde um die deutsche Fußballmeisterschaft ein. In der Endrunde kam er in den Spielen gegen den 1. FC Nürnberg (2:2), Duisburger SV (1:3) und den Hamburger SV (1:2) zum Einsatz und erzielte gegen den Club einen Treffer. Im Angriff waren die Saarländer zumeist mit Werner Otto, Herbert Martin, Herbert Binkert, Ernst Zägel und Günther Albert aufgelaufen. Zum 2:1-Erfolg im Finale um den Südwestdeutschen Pokal steuerte Albert am 29. Juni 1957 gegen Wormatia Worms einen Treffer bei. Auch im Halbfinalspiel um den DFB-Pokal am 17. November 1957 gegen den FC Bayern München zeichnete er sich bei der 1:3-Niederlage nach Verlängerung als Torschütze der Saarländer aus. Den Sieg im Südwestpokal wiederholte er 1958 durch ein 1:0 gegen Borussia Neunkirchen, wobei er in der 31. Minute den Siegtreffer erzielte. Wiederum war im Halbfinale des DFB-Pokals der Weg zu Ende, jetzt verlor Albert mit seinen Mannschaftskameraden mit 1:4 gegen den VfB Stuttgart. Am 30. April 1958 gewann eine Saarauswahl mit 2:1 in Berlin gegen den Gastgeber und Linksaußen Albert zeichnete sich als zweifacher Torschütze aus. Mit 15 Treffern in 29 Ligaeinsätzen war er auch 1958/59 nochmals ein zweistelliger Torgarant, aber es reichte für den 1. FC Saarbrücken lediglich hinter dem FK Pirmasens, Borussia Neunkirchen und dem 1. FC Kaiserslautern zum 4. Rang. Zur Saison 1960/61 schloss er sich dem VfR Mannheim in der Oberliga Süd an.
Neben Albert nahm der VfR auch noch Heribert Franken (Hamborn 07) und Günter Rehbein (Eintracht Kreuznach) sowie aus der A-Jugend die zwei Talente Hans Arnold und Dieter Sagray neu unter Vertrag. Trotz der sportlichen Verstärkungen kamen die Rasenspieler unter Trainer Philipp Rohr und den Leistungsträgern Hans Benzler und Rudolf Bast lediglich am Saisonende auf dem 9. Rang ein und Albert hatte in 26 Ligaeinsätzen nur zwei Tore erzielt.
Nach nur einem Jahr in Mannheim führte ihn sein Weg wieder in das Saarland zurück, zu den letzten zwei Runden der alten erstklassigen Oberliga schloss er sich 1961 Saar 05 Saarbrücken an. Er stürmte an der Seite von Fritz Altmeyer, Torhüter Heinz Angel und Verteidiger Gerd Peehs, doch ein Spitzenrang konnten die Nullfünfer aus St. Johann nicht erringen. Im DFB-Pokal scheiterte Albert am 28. Juli 1962 gegen den amtierenden Deutschen Meister 1. FC Nürnberg mit 0:3. Er stürmte wie fast immer auf Linksaußen und duellierte sich überwiegend mit dem Club-Verteidiger Paul Derbfuß.
Mit Einführung der zweitklassigen Regionalliga kehrte er 1963/64 wieder zu TuRa Ludwigshafen zurück, konnte verletzungsbedingt aber kein Pflichtspiel bestreiten. Mit fünf Ligaeinsätzen und zwei Toren beendete er 1964/65 beim Fusionsclub SV Südwest Ludwigshafen seine langjährige höherklassige Spielerlaufbahn.